# Valor civile
Le onorificenze al valor civile sono le onorificenze concesse dal Regno d'Italia prima e in seguito dalla Repubblica Italiana al fine di «premiare atti di eccezionale coraggio che manifestano preclara virtù civica e per segnalarne gli autori come degni di pubblico onore».
Possono essere premiati singoli cittadini (eventualmente, alla memoria) o collettivamente «reparti militari, enti e corpi» (inclusi i Comuni) quando abbiano scientemente esposto la propria vita a manifesto pericolo. La norma che regola la concessione delle medaglie al valor civile è la legge del 2 gennaio 1958, numero 13.

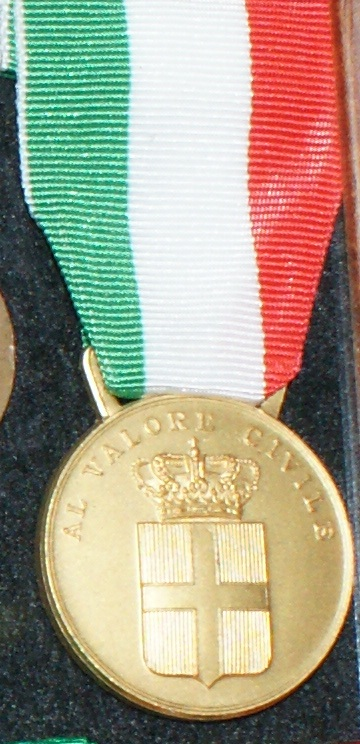
Medaglia d'oro al valor civile del Regno d'Italia.

## Storia
Fu Vittorio Emanuele II il 30 aprile 1851 ad istituire per la prima volta la medaglia al valor civile, con il Regio Decreto 30 aprile 1851, n. 1168. Dopo la nascita della Repubblica Italiana la materia venne disciplinata dalla legge 2 gennaio 1958, n. 13; il relativo regolamento di attuazione venne poi emanato col DPR 6 novembre 1960, n. 1616.

## Tipi di atti
Le ricompense al valor civile sono assegnate in relazione a specifici atti, che includono:
- salvare persone esposte ad imminente e grave pericolo;
- impedire o diminuire il danno di un grave disastro pubblico o privato;
- ristabilire l'ordine pubblico, ove fosse gravemente turbato, e mantenere forza alla legge;
- arrestare o partecipare all'arresto di malfattori;
- compiere atti finalizzati al progresso della scienza o in genere al bene dell'umanità;
- tenere alti il nome ed il prestigio della Patria.

## Tipi di ricompensa
In base alle circostanze di tempo e di luogo, nelle quali l'azione è stata compiuta, ed agli effetti conseguiti, possono essere assegnate quattro diversi tipi di ricompensa:
 Medaglia d'oro al valor civile
 Medaglia d'argento al valor civile
 Medaglia di bronzo al valor civile
 Attestato di pubblica benemerenza al valor civile
Quest'ultimo è concesso dal Ministro dell'Interno, mentre le medaglie sono assegnate dal Presidente della Repubblica su proposta del Ministro dell'Interno.

## Procedura di concessione
La legge prevede (art. 7) che di norma la concessione dei riconoscimenti segua l'esame dell'atto coraggioso da parte di una commissione composta da un prefetto, un senatore, un deputato, due membri in rappresentanza della Presidenza del Consiglio dei ministri, un generale dei Carabinieri, un rappresentante della Fondazione Carnegie e un componente dell'amministrazione civile del Ministero dell'Interno.
Se tuttavia «i caratteri dell'atto coraggioso e la risonanza che questo ha suscitato nella pubblica opinione» sono di per sé sufficienti ad attestare l'opportunità dell'onorificenza, il presidente della Repubblica può procedere al riconoscimento senza la valutazione della prevista commissione (art. 8).

## La "Fondazione Carnegie"
La Fondazione Carnegie ha sede presso il palazzo del Viminale, sede del Ministero dell'Interno. È presente da quando il filantropo scozzese Andrew Carnegie assegnò al Governo italiano, con lettera del 17 giugno 1911 al Presidente del Consiglio, Giovanni Giolitti, un fondo di 750000 dollari USA in azioni della "Steel Company" le cui rendite annue dovevano garantire i premi in denaro alle persone in difficoltà economiche ma che si fossero adoperate, con sprezzo del pericolo, a salvare la vita altrui. Carnegie suggeriva inoltre che nel caso le persone non si fossero trovate in situazione indigente di concedere delle medaglie.
Nastrini delle medaglie della Fondazione Carnegie (Fondazione Carnegie per gli atti di eroismo (Hero Fund)) per atti di eroismo (31 ottobre 1911 - attuale)
 Medaglia d'oro della Fondazione Carnegie per atti di eroismo
 Medaglia d'argento della Fondazione Carnegie per atti di eroismo
 Medaglia di bronzo della Fondazione Carnegie per atti di eroismo

## Enti territoriali decorati al valor civile
Di particolare significato sono le medaglie al valor civile assegnate dalla Repubblica Italiana alle città, ai Comuni, alle Province quale riconoscimento degli atti di eroismo fornito dalle intere comunità durante la guerra, le calamità naturali o altre tragedie in vari momenti della storia nazionale.